# Pieter Johannes Vorster
Pieter Johannes Vorster (Pretoria, 1945) es un botánico, pteridólogo sudafricano, que trabajó extensamente en todo el sur de África. Desarrolla actividades académicas en el Dto. de Botánica de la Universidad de Stellenbosch, Matieland, Sudáfrica.

## Algunas publicaciones

### Libros
- 1995. Proc. of the Third International Conference on Cycad Biology: Held in Pretoria, South Africa, 5-9 July 1993. Ed. Cycad Soc. of South Africa, 449 pp. ISBN 0620192283
- 1988. 'Pelargoniums' of South Africa: Including some representative species from other parts of the world. Ann. 16 of Kirstenbosch Botanic Gardens. Con J.J.A. van der Walt. Ed. Purnell, Juta, Nat. Botanic Gardens Kirstenbosch, 148 pp.
- 1978. Revision of the Taxonomy of Mariscus Vahl and Related Genera in Southern Africa ...: Doctor Scientiae ... Department of Botany University of Pretoria. 384 pp.

## Eponimia
Especies
- (Cyperaceae) Cyperus vorsteri K.L.Wilson[1]